# 中国少鳞鳜
中国少鳞鳜（学名：Coreoperca whiteheadi）为鳜科少鳞鳜属的一个物种，為亞熱帶淡水魚，分布於亞洲越南及中國雲南元江水系等，常生活于山地溪流以及底质为砾石的清水环境，體長可達21.4公分。该物种的模式产地在中国。